# Philadelphia 76ers 2012-2013
La stagione 2012-13 dei Philadelphia 76ers fu la 65ª nella NBA per la franchigia.

## Scelta draft
| Giro | Chiamata | Giocatore          | Ruolo | Nazionalità | College/Club        |
| ---- | -------- | ------------------ | ----- | ----------- | ------------------- |
| 1    | 15       | Moe Harkless       | AP    | Stati Uniti | St. John's R. Storm |
| 1    | 27       | Arnett Moultrie    | AG    | Stati Uniti | MSU Bulldogs        |
| 2    | 45       | Justin Hamilton    | C     | Stati Uniti | LSU Tigers          |
| 2    | 54       | Tornik'e Shengelia | AG    | Georgia     | Spirou Charleroi    |

### Arrivi/partenze
Mercato e scambi avvenuti durante la stagione:
Arrivi
| N° | Naz.                   | Ruolo | Sportivo         |      | Alt. |     |
| -- | ---------------------- | ----- | ---------------- | ---- | ---- | --- |
| 1  | Stati Uniti (bandiera) | G     | Nick Young       | 1985 | 198  | 91  |
| 4  | Stati Uniti (bandiera) | AP    | Dorell Wright    | 1985 | 206  | 93  |
| 5  | Stati Uniti (bandiera) | AG    | Arnett Moultrie  | 1990 | 208  | 104 |
| 7  | Stati Uniti (bandiera) | P     | Royal Ivey       | 1981 | 191  | 91  |
| 8  | Stati Uniti (bandiera) | G     | Damien Wilkins   | 1980 | 198  | 102 |
| 18 | Stati Uniti (bandiera) | G     | Maalik Wayns     | 1991 | 185  | 88  |
| 23 | Stati Uniti (bandiera) | GA    | Jason Richardson | 1981 | 198  | 102 |
| 33 | Stati Uniti (bandiera) | C     | Andrew Bynum     | 1987 | 213  | 129 |
| 54 | Stati Uniti (bandiera) | C     | Kwame Brown      | 1982 | 211  | 122 |

Partenze
| N° | Naz.                   | Ruolo | Sportivo       |      | Alt. |     |
| -- | ---------------------- | ----- | -------------- | ---- | ---- | --- |
| 4  | Stati Uniti (bandiera) | AC    | Tony Battie    | 1976 | 208  | 104 |
| 5  | Argentina (bandiera)   | A     | Andrés Nocioni | 1979 | 201  | 102 |
| 7  | Stati Uniti (bandiera) | A     | Sam Young      | 1985 | 198  | 100 |
| 8  | Montenegro (bandiera)  | A     | Nikola Vučević | 1990 | 208  | 109 |
| 9  | Stati Uniti (bandiera) | GA    | Andre Iguodala | 1984 | 198  | 94  |
| 20 | Stati Uniti (bandiera) | G     | Jodie Meeks    | 1987 | 193  | 94  |
| 23 | Stati Uniti (bandiera) | G     | Lou Williams   | 1986 | 188  | 79  |
| 25 | Stati Uniti (bandiera) | G     | Xavier Silas   | 1988 | 196  | 93  |
| 33 | Stati Uniti (bandiera) | A     | Craig Brackins | 1987 | 208  | 104 |
| 42 | Stati Uniti (bandiera) | A     | Elton Brand    | 1979 | 203  | 120 |

## Roster
| N° | Naz.                   | Ruolo | Sportivo         | Anno | Alt. | Peso \|\| |
| -- | ---------------------- | ----- | ---------------- | ---- | ---- | --------- |
| 0  | Stati Uniti (bandiera) | G     | Jeremy Pargo     | 1986 | 188  | 99        |
| 00 | Stati Uniti (bandiera) | C     | Spencer Hawes    | 1988 | 213  | 111       |
| 1  | Stati Uniti (bandiera) | G     | Nick Young       | 1985 | 198  | 91        |
| 4  | Stati Uniti (bandiera) | AP    | Dorell Wright    | 1985 | 206  | 93        |
| 5  | Stati Uniti (bandiera) | AG    | Arnett Moultrie  | 1990 | 208  | 104       |
| 7  | Stati Uniti (bandiera) | P     | Royal Ivey       | 1981 | 191  | 91        |
| 8  | Stati Uniti (bandiera) | G     | Damien Wilkins   | 1980 | 198  | 102       |
| 11 | Stati Uniti (bandiera) | P     | Jrue Holiday     | 1990 | 191  | 82        |
| 12 | Stati Uniti (bandiera) | G     | Evan Turner      | 1988 | 201  | 95        |
| 14 | Stati Uniti (bandiera) | AP    | Justin Holiday   | 1989 | 198  | 84        |
| 14 | Stati Uniti (bandiera) | G     | Shelvin Mack     | 1989 | 191  | 98        |
| 18 | Stati Uniti (bandiera) | G     | Maalik Wayns     | 1991 | 185  | 88        |
| 21 | Stati Uniti (bandiera) | A     | Thaddeus Young   | 1988 | 203  | 100       |
| 23 | Stati Uniti (bandiera) | GA    | Jason Richardson | 1981 | 198  | 102       |
| 31 | Stati Uniti (bandiera) | P     | Charles Jenkins  | 1989 | 191  | 100       |
| 50 | Stati Uniti (bandiera) | AG    | Lavoy Allen      | 1989 | 206  | 102       |
| 54 | Stati Uniti (bandiera) | C     | Kwame Brown      | 1982 | 211  | 122       |

## Staff tecnico
- Allenatore: Doug Collins
- Vice-allenatori: Michael Curry, Brian James, Aaron McKie, Jeff Capel, Monte Shubik
- Preparatore atletico: Kevin Johnson
- Assistente preparatore atletico: Scott Faust

## Stagione

### Classifica

#### Atlantic Division
|    | Classifica         | V  | P  | %    | GB   |
| -- | ------------------ | -- | -- | ---- | ---- |
| 1. | N.Y. Knicks        | 57 | 28 | 65,9 | -    |
| 2. | Brooklyn Nets      | 49 | 33 | 59,8 | 5    |
| 3. | Boston Celtics     | 41 | 40 | 50,6 | 12,5 |
| 4. | Philadelphia 76ers | 34 | 48 | 41,5 | 20   |
| 5. | Toronto Raptors    | 34 | 48 | 41,5 | 20   |